# Donella Meadows
Donella Meadows (Donella Hager „Dana“ Meadows; * 13. März 1941 in Elgin, Illinois; † 20. Februar 2001 in New Hampshire) war eine US-amerikanische Umweltwissenschaftlerin und Autorin. Sie wurde vor allem bekannt durch die Studie Die Grenzen des Wachstums, die sie mit ihrem Ehemann Dennis Meadows und anderen Forschern verfasste.

## Leben
Donella Meadows wurde 1941 in Elgin geboren. 1963 erwarb sie einen Bachelor in Chemie am Carleton College. An der Harvard University erwarb sie 1968 einen Ph.D. im Bereich Biophysik. Anschließend erhielt sie ein Forschungsstipendium am Massachusetts Institute of Technology und war Protegé von Jay Forrester, der die Systemdynamik, eine Methodik zur ganzheitlichen Analyse und (Modell-)Simulation komplexer und dynamischer Systeme, entwickelte. Sie entwickelte zusammen mit anderen Wissenschaftlern das Computermodell World3 für den Club of Rome. Es stellte die Grundlage für das 1972 erschienene Buch Die Grenzen des Wachstums dar, dessen Leitautorin sie war. Ab 1972 unterrichtete sie am Dartmouth College als Professorin.
26 Jahre lang führte sie einen ökologischen Bauernhof. Sie gründete ein Ökodorf und 1996 das Sustainability Institute. Sie schrieb 16 Jahre lang die wöchentlich in mehr als 20 Zeitungen erscheinende Kolumne The Global Citizen, die 1991 für den Pulitzer-Preis nominiert wurde. Sie war zusammen mit Dennis Meadows Gründerin der Balaton Group, eines Netzwerks für Systemforschung und Nachhaltigkeit. 1991 wurde sie Pew Scholar in Conservation and the Environment, 1994 erhielt sie die MacArthur Fellowship.
Am 20. Februar 2001 starb Donella Meadows an bakterieller Meningitis im Alter von 59 Jahren.

## Veröffentlichungen

### Bücher
- mit Dennis L. Meadows, Jørgen Randers und William W. Behrens III: Die Grenzen des Wachstums. Universe Books, 1972, ISBN 0-87663-165-0
  - Die Grenzen des Wachstums. Bericht des Club of Rome zur Lage der Menschheit. Deutsche Verlags-Anstalt, Stuttgart 1972, ISBN 3-421-02633-5; Rowohlt, Reinbek 1973, ISBN 3-499-16825-1
- mit Dennis L. Meadows: Toward Global Equilibrium. Wright-Allen Press, Cambridge (Mass.) 1973
  - Das globale Gleichgewicht. Modellstudien zur Wachstumskrise. Deutsche Verlags-Anstalt, Stuttgart 1974, ISBN 3-421-02658-0
- mit William W. Behrens III, Dennis L. Meadows, Roger F. Naill, Jørgen Randers & Erich K. O. Zahn: The Dynamics of Growth in a Finite World. Wright-Allen Press, Cambridge (Mass.) 1974, ISBN 0960029443
- mit John M. Richardson & Gerhart Bruckmann: Groping in the Dark: The First Decade of Global Modeling. John Wiley & Sons, Chichester, 1982
- Harvesting One Hundredfold: Key Concepts and Case Studies in Environmental Education. UNEP, Nairobi 1989
- The Global Citizen. Island Press, 1991, ISBN 978-1559630580
- mit Dennis L. Meadows & Jørgen Randers: Beyond the limits. Global collapse or a sustainable future. Earthscan Publications, 1992, ISBN 1-85383-130-1
  - Die neuen Grenzen des Wachstums. Die Lage der Menschheit: Bedrohung und Zukunftschancen. Aus dem Amerikanischen von Hans-Dieter Heck. Deutsche Verlags-Anstalt, Stuttgart 1992, ISBN 3-421-06626-4; Rowohlt, Reinbek 1993, ISBN 3-499-19510-0
- Indicators and Information Systems for Sustainable Development. Sustainability Institute, Hartland Four Corners 1998 (PDF)
- mit Dennis L. Meadows & Jørgen Randers: Limits to Growth: The 30-Year Update. Chelsea Green, 2004, ISBN 1-931498-58-X
  - Grenzen des Wachstums, das 30-Jahre-Update. Signal zum Kurswechsel. Hirzel, Stuttgart 2006, ISBN 978-3-7776-1384-0
- Thinking in Systems. A Primer. Herausgegeben von Diana Wright. Sustainability Institute, 2008, ISBN 978-1-60358-055-7
- Donella Meadows: Die Grenzen des Denkens – wie wir sie mit System erkennen und überwinden können, neu bearb. von Diana Wright unter Mitwirkung von Stephanie Weis-Gerhardt; Oekom-Verlag, München, 2010

### Artikel (Auswahl)
- Reckoning with Recklessness. In: Ecology Today. 1972, S. 11
- mit Dennis Meadows: Typographical Errors and Technological Solutions. In: Nature. Vol. 247, 1974, S. 97
- Lessons from Modelling and Modellers. In: Futures. Vol. 14, No.2, April 1982